# Юса, Масанори
Масанори Юса (яп. 遊佐 正憲 Ю:са Масанори, 20 января 1915 — 8 марта 1975) — японский пловец, олимпийский чемпион.
Масанори Юса родился в 1915 году в Тадоцу префектуры Кагава; окончил университет Нихон, после чего стал работать в Yokohama Rubber company.
В 1932 году на Олимпийских играх в Лос-Анджелесе Масанори Юса завоевал золотую медаль в эстафете 4×200 м вольным стилем, установив при этом новый мировой рекорд. В 1936 году на Олимпийских играх в Берлине он опять завоевал золотую медаль в эстафете (вновь установив мировой рекорд), а также стал серебряным призёром на дистанции 100 м вольным стилем.
В 1942 году Масанори Юса женился на известной киноактрисе Юмэко Айдзомэ.